# 八景島駅

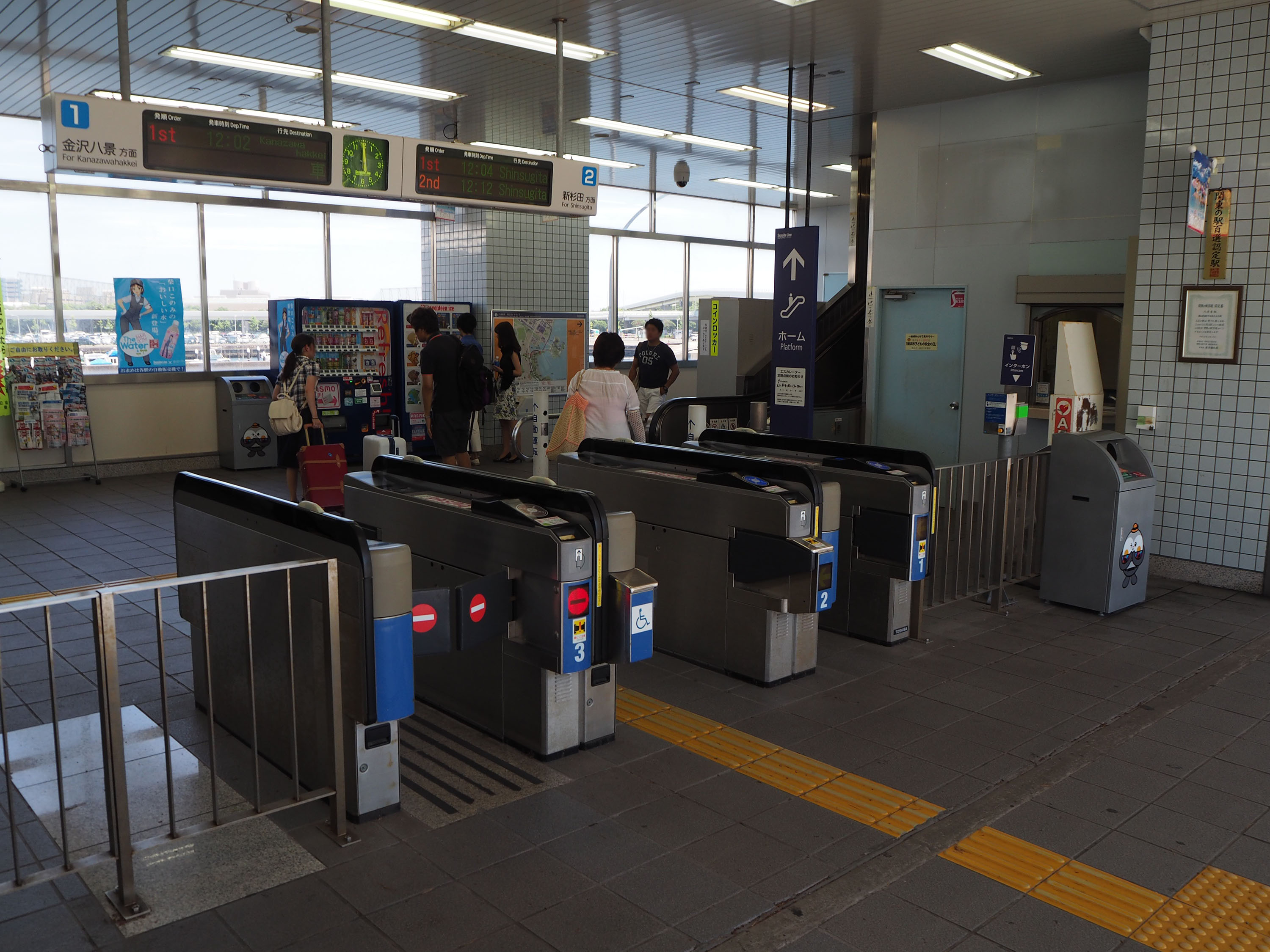
改札口（2015年7月）

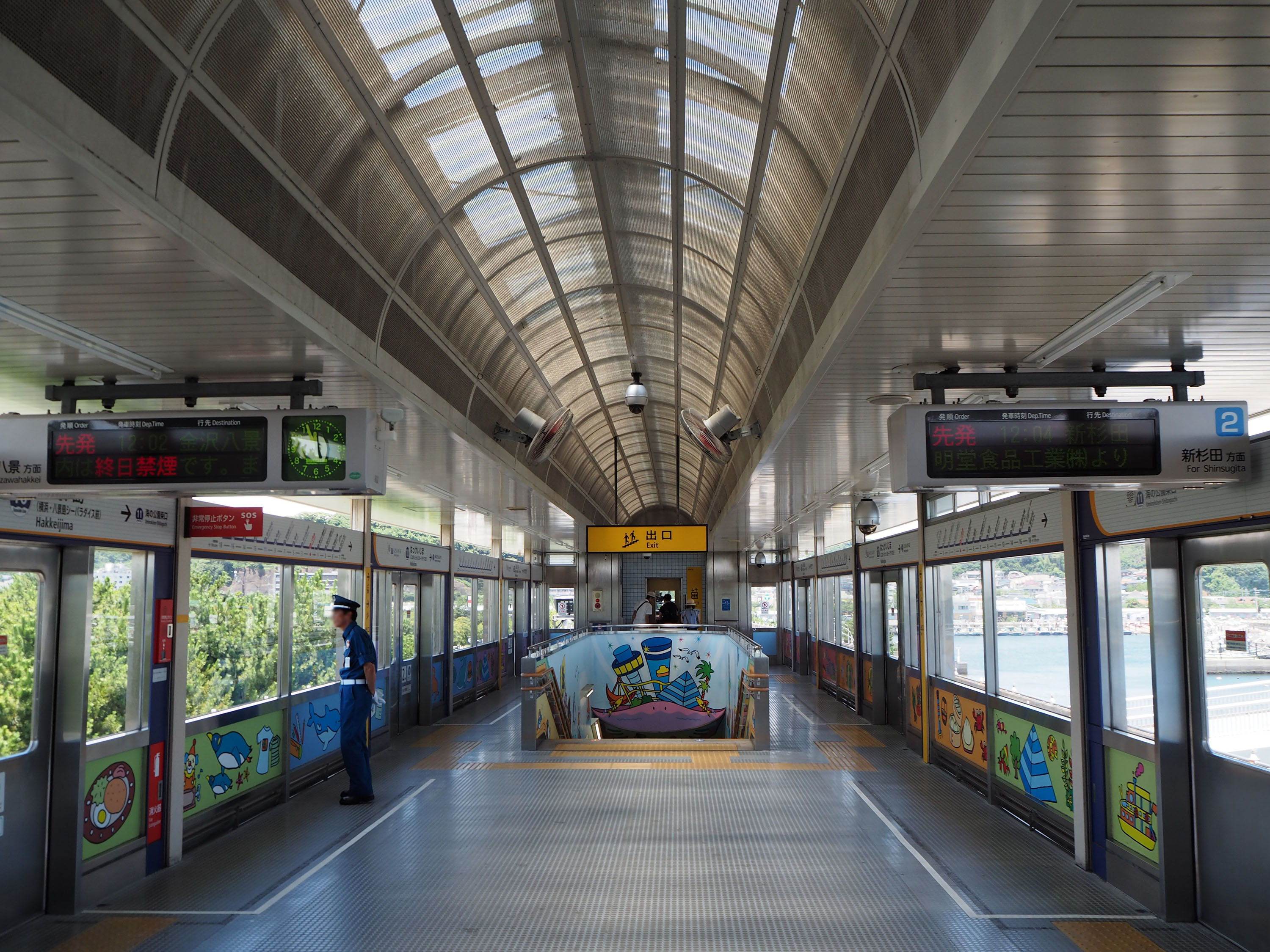
ホーム（2015年7月）

八景島駅（はっけいじまえき）は、神奈川県横浜市金沢区海の公園にある、横浜シーサイドライン金沢シーサイドラインの駅である。駅番号は10。副駅名は「横浜・八景島シーパラダイス前」。

## 歴史
- 1989年（平成元年）7月5日：開業[1][2]。
- 1998年（平成10年）：関東の駅百選に選出される。選定理由は「海との調和のとれた『小さくて大きな駅』」。
- 2005年（平成17年）3月24日：自動券売機を更新、供用を開始。
- 2019年（令和元年）5月12日 - 6月1日：シーサイドライン×「艦これ」コラボに伴い、駅構内ホームの放送を、艦隊これくしょん（艦これ）のキャラクター「村雨」、「時雨」（どちらもCV:タニベユミ）に期間限定で変更[3]。

## 駅構造
島式ホーム1面2線を持つ高架駅。エレベーター1基（ホーム金沢八景駅側）と昇りエスカレーターが設けられている。
平日は基本的に無人駅であるが、土休日10時 - 17時前後および繁忙期など不定期に駅員が配置されている。自動券売機・自動改札設置駅。
元々駅構内にトイレはなかったが、2009年（平成21年）10月に設置され、多機能トイレも合わせて整備された。また、駅前に公衆便所が設置されている。

### のりば
| 番線 | 路線                 | 方向 | 行先                 |
| ---- | -------------------- | ---- | -------------------- |
| 1    | 金沢シーサイドライン | 下り | 金沢八景方面         |
| 2    | 金沢シーサイドライン | 上り | 並木中央・新杉田方面 |

## 利用状況
2022年度の1日平均乗降人数は4,208人（乗車人員：2,121人、降車人員：2,087人）である。
近年の1日平均乗降・乗車人員推移は下記の通り。
| 年度               | 1日平均 乗降人員 | 1日平均 乗車人員 | 出典                |
| ------------------ | ---------------- | ---------------- | ------------------- |
| 1993年（平成05年） |                  | 7,157            |                     |
| 1994年（平成06年） |                  | 5,713            |                     |
| 1995年（平成07年） |                  | 4,041            | [ 乗降データ 2 ]    |
| 1996年（平成08年） |                  | 3,724            |                     |
| 1997年（平成09年） |                  | 3,110            |                     |
| 1998年（平成10年） |                  | 3,153            | [ 神奈川県統計 1 ]  |
| 1999年（平成11年） |                  | 2,814            | [ 神奈川県統計 2 ]  |
| 2000年（平成12年） |                  | 2,578            | [ 神奈川県統計 2 ]  |
| 2001年（平成13年） |                  | 2,349            | [ 神奈川県統計 3 ]  |
| 2002年（平成14年） |                  | 2,274            | [ 神奈川県統計 4 ]  |
| 2003年（平成15年） |                  | 2,345            | [ 神奈川県統計 5 ]  |
| 2004年（平成16年） |                  | 2,744            | [ 神奈川県統計 6 ]  |
| 2005年（平成17年） |                  | 2,381            | [ 神奈川県統計 7 ]  |
| 2006年（平成18年） |                  | 2,451            | [ 神奈川県統計 8 ]  |
| 2007年（平成19年） |                  | 2,559            | [ 神奈川県統計 9 ]  |
| 2008年（平成20年） |                  | 2,590            | [ 神奈川県統計 10 ] |
| 2009年（平成21年） | 5,035            | 2,526            | [ 神奈川県統計 11 ] |
| 2010年（平成22年） | 4,555            | 2,281            | [ 神奈川県統計 12 ] |
| 2011年（平成23年） | 4,394            | 2,202            | [ 神奈川県統計 13 ] |
| 2012年（平成24年） | 4,542            | 2,272            | [ 神奈川県統計 14 ] |
| 2013年（平成25年） | 4,894            | 2,453            | [ 神奈川県統計 15 ] |
| 2014年（平成26年） | 4,774            | 2,390            | [ 神奈川県統計 16 ] |
| 2015年（平成27年） | 4,910            | 2,460            | [ 神奈川県統計 17 ] |
| 2016年（平成28年） | 4,794            | 2,402            |                     |
| 2017年（平成29年） | 4,772            | 2,392            |                     |
| 2018年（平成30年） | 4,921            | 2,469            |                     |
| 2019年（令和元年） | 4,618            | 2,317            |                     |
| 2020年（令和02年） | 2,684            | 1,345            |                     |
| 2021年（令和03年） | 3,676            | 1,845            |                     |
| 2022年（令和04年） | 4,208            | 2,121            |                     |

## 駅周辺
- 八景島（金沢八景大橋経由）
  - 横浜・八景島シーパラダイス
- 海の公園
- アイスクリーム&カフェ リトルダーリン八景島駅前店
- シーサイドスパ八景島
- 柴漁港

## バス路線
駅から徒歩5分の「八景島入口」が最寄りバス停。京浜急行バスによる運行。発着する路線の詳細は京浜急行バス追浜営業所を参照。
- <文17・文18・文19> 金沢文庫駅行
- <文17> 工業団地小循環
- <文18> 東柴町
- <文19> ヘリポート循環

## 隣の駅
横浜シーサイドライン
 金沢シーサイドライン
市大医学部駅 (9) - 八景島駅 (10) - 海の公園柴口駅 (11)